# B92
B92 è un'emittente televisiva con copertura nazionale che ha sede a Belgrado, Serbia. La sua audience è rappresentata principalmente dalla popolazione urbana e giovane. Veran Matić è l'amministratore delegato ed uno dei fondatori di B92. Dragan Đilas è anch'esso uno dei fondatori di B92 ed era caporedattore della stazione radio. Dal marzo 2012 B92 ha un logo a forma di cubo con la scritta B92 in minuscolo.
L'emittente fu un organo di stampa indipendente il cui ruolo fu apprezzato soprattutto nel periodo del regime di Slobodan Milošević. B92 ha sempre appoggiato le manifestazioni che vennero organizzate a Belgrado durante i turbolenti anni '90. Per questo B92 vinse l MTV Free Your Mind Award nel 1998 e tanti altri riconoscimenti per il giornalismo e la lotta per i diritti umani. B92 è protagonista del libro best seller This is Serbia Calling.
Nell'aprile 2008, B92 lanciò un secondo canale TV chiamato B92 Info con una copertura delle notizie 24/24. Il canale è soltanto via cavo.
Il 3 novembre 2014, B92 ha cominciato a trasmettere in 16:9.

## Storia
La stazione radio andò in onda per la prima volta nel 1989 grazie al sostegno finanziario della Fondazione Soros e USAID. Nei suoi primi anni di vita però venne chiusa più volte dalle autorità serbe.
Nel 1999, durante i bombardamenti NATO su Belgrado, l'emittente fu chiusa dal governo serbo, che eliminò tutti i canali pro-occidentali. Il governo prese il controllo della stazione nel 1999 ma il team di B92 continuò a trasmettere in altri studi con il nome di B2 92. Durante un'incursione della polizia nei locali radio nel maggio 2000, gli uomini del governo sequestrarono tutto il materiale della radio, ma la trasmissione continuò da studi clandestini, via internet. Le due stazioni furono unite solo dopo l'allontanamento di Milošević nell'ottobre del 2000. Da allora la stazione radio combina musica e notizie.
Durante le guerre jugoslave degli anni '90, B92 fu una delle poche fonti di informazione a non essere sottoposta al controllo da parte del governo. Sebbene il governo dell'epoca avesse cercato in tutti i modi di impedire a B92 di trasmettere i propri programmi, ciò non avvenne. Con l'aiuto di un internet provider olandese, XS4All, B92 iniziò a trasmettere i suoi programmi via internet nel 1996. Queste trasmissioni furono ritrasmesse tramite BBC World Service, mentre altre stazioni locali resero possibile la copertura dei programmi in Serbia. Nel 1996 l'Internationale Medienhilfe Organisation premiò Radio B92 come "Stazione radio dell'anno".
In seguito nacque una stazione televisiva, un portale internet ed ISP, e venne creata una casa discografica ed una editoriale.

## Radio
La stazione radio B92 fu fondata nel maggio 1989 a Belgrado come stazione orientata ad un pubblico giovanile in onda sul canale 92.5 MHz FM. Negli anni si è trasformata in una radio nazionale con un pubblico più ampio. La stazione radio aveva giornalmente 400.000 ascoltatori, circa il 35% degli ascolti in Serbia su circa un'ottantina di canali radio in circolazione. Ad oggi, B92 copre tutto il territorio della Serbia.
Il programma più conosciuto della radio era Kažiprster (ovvero "dito") trasmesso in diretta oppure occasionalmente registrato con interviste a personaggi pubblici, il programma mattutino Dizanje ("alzarsi") e Peščanik ("clessidra"), talk show di ampie vedute, una sorta di radio blog prodotto da Svetlana Vukovic e Svetlana Lukić. Queste ultime due giornaliste hanno ricevuto nel 2001 il premio "Konstantin Obradovic" da parte del Centro per i Diritti Umani di Belgrado per la promozione della cultura dei diritti umani.
Nel pomeriggio del 9 luglio 2015, buona parte dei dipendenti della radio venne licenziata. Si trattava di impiegati della sezione musicale o della sezione notizie, parti distintive di Radio B92. Nello stesso giorno vennero cancellati tutti i programmi radio, lasciando solo la trasmissione di musica e due operatori che la gestissero.
Il 13 luglio 2015 la nuova Play Radio ha cominciato a trasmettere su 92.5 MHz FM, trasmettendo solamente musica anche se nel promo della stazione venne menzionato il nome di B92. Dopo il cambiamento di nome il sito della sezione radio di B92 fu ridiretto al sito Play Radio che è possibile seguire in streaming. La stazione ha cominciato a trasmettere alle sei di mattina del 31 agosto 2015.

## Televisione

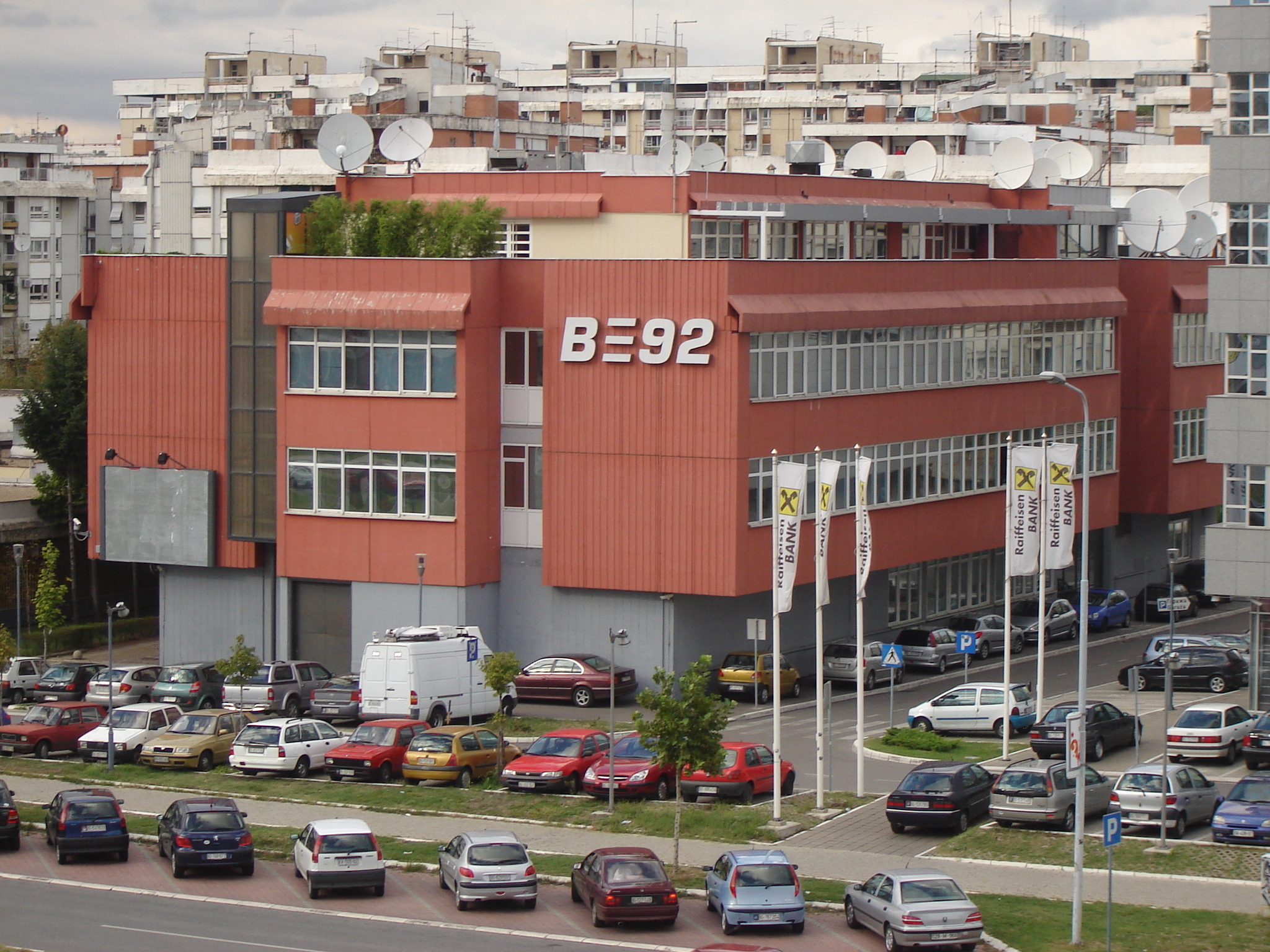
Sede di B92 in Novo Beograd nel settembre 2007.

### Storia
Nell'ottobre del 2000 B92 TV ha iniziato a trasmettere come stazione televisiva locale che raggiungeva la municipalità di Belgrado e gran parte della Vojvodina. Negli anni seguenti, la stazione ha ampliato il suo network di ripetitori ed ora il canale televisivo può essere seguito in gran parte della Serbia.
Nell'aprile del 2006 B92 ha avuto la licenza commerciale nazionale ufficiale insieme a TV Pink, Fox Televizija, TV Avala e TV Košava. I programmi più seguiti sono Utisak nedelje ("impressioni della settimana") di Olja Bećković, Poligraf ("poligrafo") di Jugoslav Ćosić ed Antonela Riha e Timofejev di Aleksandar Timofejev. La serie Insajder ("insider") di Brankica Stanković viene trasmessa in modo intermittente ed è uno dei rari casi di giornalismo investigativo della TV serba. Negli ultimi anni, B92 si è trasformato in un canale molto più commerciale. Dal 2006, ha trasmesso la versione serba del Grande Fratello (Veliki brat) grazie al quale ha ottenuto un forte aumento di ascolti uniti però alle proteste degli spettatori tradizionali. Tale tendenza è continuata con la trasmissione degli show Uzmi ili ostavi e Želite li da postanete milioner? (le versioni locali rispettivamente di "Affari Tuoi" e "Chi vuol essere milionario?")
B92 ha anche acquistato i diritti per la trasmissione sul mercato serbo di UEFA Champions League per il triennio 2003-2006.

### Stagione 2007-08
Nella stagione che va dal settembre 2007 al luglio 2008 B92 ha introdotto una programmazione molto più commerciale.
Il network ha acquistato i diritti per trasmettere un nuovo show locale Naša mala klinika. Allo show parteciparono molti attori ed attrici serbi. Un altro show locale chiamato Vratiće se rode era in programma. Il network aveva prodotto una nuova serie della commedia popolare Mile vs. Tranzicija. Altri show popolari su temi politici e quiz saranno trasmessi l'anno successivo.

### Stagione 2008-09
Il progetto più importante della stagione della stazione televisiva fu Operacija Trijumf. Operacija Trijumf (Star Academy) fu uno dei più grandi reality show musicali dei Balcani e sarebbe stato trasmesso anche in Montenegro (IN TV) in Croazia (Nova TV) in Slovenia, in Macedonia e in Bosnia. La stazione acquistò i diritti anche per Wimbledon (per i successivi 4 anni). Le partite di Champions League saranno anch'esse trasmesse da B92.

### Stagione 2011
La stagione cominciò in aprile. Nel 2011, oltre alle notizie e alle serie TV, B92 introdusse molti programmi. La stazione trasmise gli incontri di tennis in cui erano presenti giocatori serbi (tornei Grand Slam, ATP Masters 1000 series, ATP World Tour Finals), calcio (UEFA Europa League, La Liga) e basket (Liga ABA).

### Stagione 2013
Nel 2013 B92 diffuse la popolare telenovela croata Larin izbor e nel settembre ha trasmesso per la prima volta delle serie televisive turche e anche la maggiore TV commerciale serba ha fatto lo stesso.

### Proposta di rinominare la compagnia in OTV
A fine ottobre 2014, il giornale serbo Blic riportò che alla fine del 2014 B92 avrebbe cambiato il nome in OTV in seguito ad una petizione, firmata da 1500 persone, lanciata da ex dipendenti per chiedere che il network cambiasse il nome. Pare che la decisione della petizione sia stata presa in seguito alla chiusura del talk show politico domenicale Utisak nedelje. In ogni caso B92 non ha negato né confermato la notizia rivelata dal quotidiano.
OTV sarebbe stata una televisione dedicata allo spettacolo.
Il cambiamento non interessava B92 Info che continuava a trasmettere con il suo nome e Radio B92.
La trasmissione della rete televisiva B92 ha continuato fino al primo gennaio 2015.

## Intrattenimento
Serie internazionali trasmesse da B92 (aggiornato al novembre 2013)

| Original name              | Local name              | Origin                          |
| -------------------------- | ----------------------- | ------------------------------- |
| According to Jim           | Život prema Džimu       | Stati Uniti (bandiera)          |
| Friends                    | Prijatelji              | Stati Uniti (bandiera)          |
| Lud, zbunjen, normalan     | Lud, zbunjen, normalan  | Bosnia ed Erzegovina (bandiera) |
| America's Next Top Model   | Američki top-model      | Stati Uniti (bandiera)          |
| SpongeBob SquarePants      | Sunđer Bob Kockalone    | Stati Uniti (bandiera)          |
| The Penguins of Madagascar | Pingvini sa Madagaskara | Stati Uniti (bandiera)          |
| Big Time Rush              | Big Time Rush           | Stati Uniti (bandiera)          |

## Ratings
| Audience share % (4+) | Audience share % (4+) | Audience share % (4+) | Audience share % (4+) | Audience share % (4+) | Audience share % (4+) | Audience share % (4+) | Audience share % (4+) | Audience share % (4+) | Audience share % (4+) | Audience share % (4+) | Audience share % (4+) | Audience share % (4+) | Audience share % (4+) |
| Channel               | 2003                  | 2004                  | 2005                  | 2006                  | 2007                  | 2008                  | 2009                  | 2010                  | 2011                  | 2012                  | 2013                  | 2014                  | 2015                  |
| --------------------- | --------------------- | --------------------- | --------------------- | --------------------- | --------------------- | --------------------- | --------------------- | --------------------- | --------------------- | --------------------- | --------------------- | --------------------- | --------------------- |
| RTS1                  | 19.5                  | 20.1                  | 22.4                  | 27.4                  | 26.5                  | 26.2                  | 26.0                  | 25.1                  | 23.6                  | 23.6                  | 19.9                  | 21.7                  | 18.5                  |
| RTS2                  | 7.4                   | 8.2                   | 6.3                   | 6.7                   | 6.8                   | 7.6                   | 5.7                   | 4.6                   | 4.2                   | 3.6                   | 3.0                   | 3.1                   | 2.3                   |
| Pink                  | 21.9                  | 20.0                  | 22.5                  | 23.3                  | 23.5                  | 21.7                  | 23.7                  | 25.6                  | 20.4                  | 19.7                  | 21.4                  | 19.0                  | 15.8                  |
| Fox / Prva            | 4.7                   | 6.4                   | 7.8                   | 10.6                  | 15.1                  | 16.1                  | 16.0                  | 13.2                  | 10.7                  |                       |                       |                       |                       |
| B92                   | 3.4                   | 5.3                   | 6.8                   | 9.1                   | 9.3                   | 8.7                   | 8.0                   | 6.3                   | 7.6                   | 8.2                   | 7.7                   | 7.3                   | 6.8                   |
| Happy                 | 2.8                   | 4.1                   | 4.7                   | 9.8                   |                       |                       |                       |                       |                       |                       |                       |                       |                       |

## Novità
Negli ultimi anni il notiziario di B92 era diventato molto popolare. Il servizio delle news era il secondo più seguito dopo quello nazionale. L'edizione del pomeriggio è quella delle 16 mentre la principale è alle otto di sera. Quest'ultima è l'unica che avviene con due presentatori (un uomo ed una donna). Le notizie fornite da B92 sono esaurienti e questo ha contribuito all'aumento degli ascoltatori.
L'11 ottobre, B92 News ha introdotto il ticker, poi sostituito dal flipper il 19 marzo 2012. Si ritornò al ticker il 4 febbraio 2013 che fu rimpiazzato dal flipper il 3 febbraio 2015.

## Musica e casa editrice
B92 gestisce anche una casa discografica, anche se negli ultimi anni ha distribuito pochissimi dischi. Alcuni dei più noti musicisti che B92 ha aiutato a lanciare sono Eyesburn, Darkwood Dub, Kanda, Kodža i Nebojša, Intruder, Vrooom, Kal etc. La casa ha realizzato anche dei dischi di musicisti già affermati come Boban Marković, Rambo Amadeus, Eva Braun, Jarboli.
La casa editrice di B92 è Samizdat B92 che ha pubblicato i lavori di giovani autori promettenti come Marko Vidojković e Srđan Valjarević, e altri autori esteri.
B92 gestisce anche il centro culturale Rex in via Jevrejska.

## B92.net (ex OpenNet)
B92.net si è formato come OpenNet alla fine del 1995 come la sezione internet di B92. Nei primi mesi del suo funzionamento si è utilizzata una connessione analogica con il provider XS4ALL ad Amsterdam. All'inizio del 1996 OpenNet fu il primo Internet provider della Jugoslavia utilizzando una linea analogico affittata da XS4ALL e sei linee commutate locali.
OpenNet ha supportato il network locale di Radio B92, ANEM Radio and ANEM Television garantendo una trasmissione internet non stop live dei programmi Radio e TV di B92 insieme alla distribuzione dei materiali audio e video tra la radio ANEM e le stazioni televisive. In questo modo, tutto quello che era trasmesso da B92 e ANEN era disponibile su internet.
Durante i bombardamenti NATO sulla Jugoslavia, quando rappresentanti del governo compirono delle incursioni dei locali di B92 e disattivarono i suoi trasmittenti, OpenNet ha continuato a trasmettere i programmi radio su internet. Il segnale venne ritrasmesso via satellite da altre stazioni radio di paesi confinanti. Tutto questo fu possibile grazie al sostegno di RealNetworks.
B92 Net è dal 1996 il principale sito serbo. Ad oggi la media delle visualizzazione delle pagine internet supera il milione, mentre la media dei visitatori giornalieri supera i 200.000. Alexa.com classifica B92 alla posizione 917 mentre Google Page lo classifica al 7 posto ma è al primo posto per il Sud Est Europa.

## B92 Info
B92 Info è un programma di notizie lanciato da B92 il 7 Aprile 2008, come una sorta di versione serba della CNN. Il canale è trasmesso da tutti i principali sistemi cavo del paese e su internet. Tutti i principali programmi relativi alle notizie incluso Poligraf, B92 Investigates, Insajder, Kažiprst, Dizanje ed i programmi sportivi saranno trasmessi su tale canale. B92 ha definito il progetto di B92 Info come il più grande progetto della sezione televisiva della compagnia. B92 Info è ora anche disponibile in Austria.